# Barbara Robbins

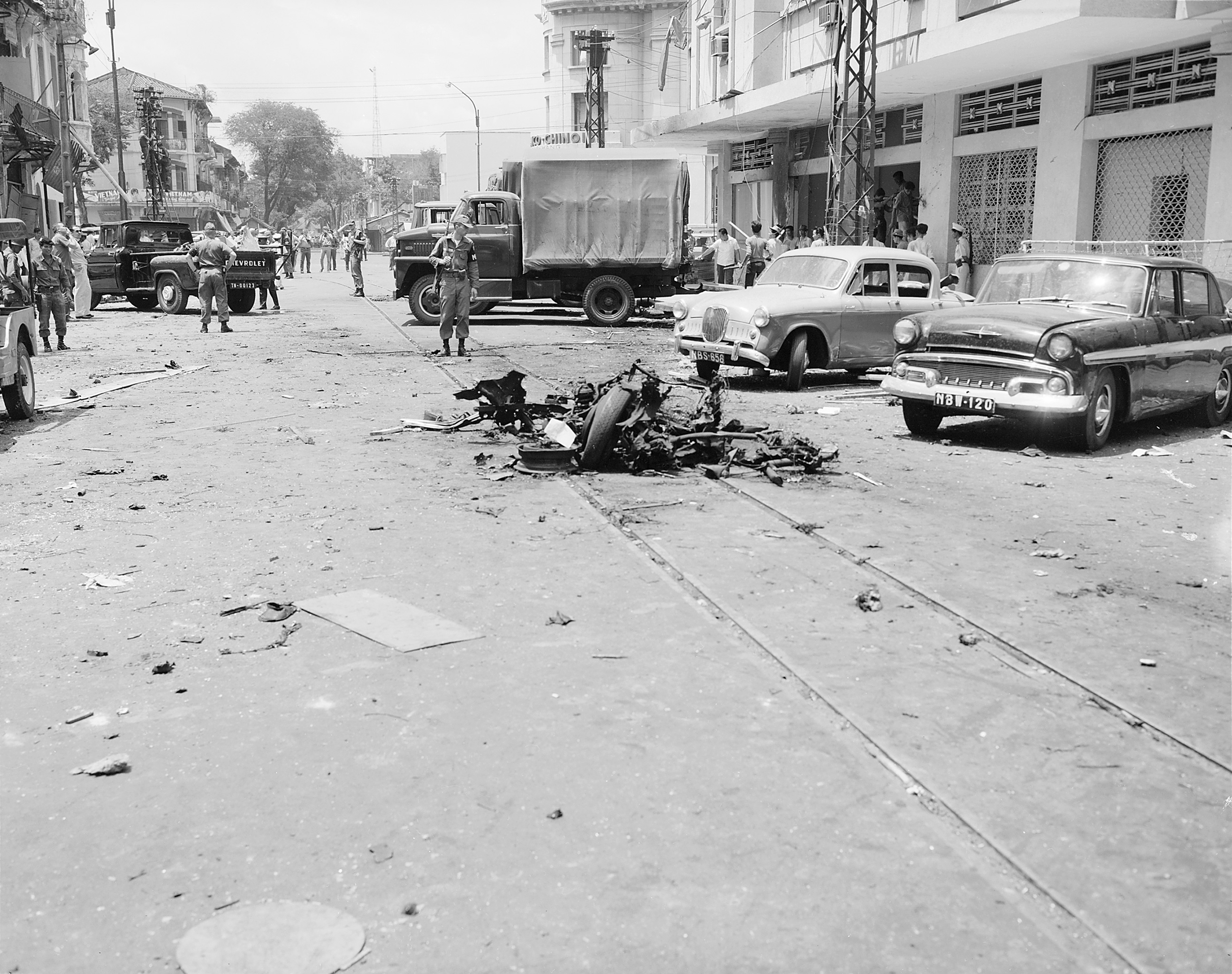
Ảnh chụp cảnh đánh bom năm 1965 đã khiến Robbins thiệt mạng.

Barbara Annette Robbins (ngày 26 tháng 7 năm 1943 – ngày 30 tháng 3 năm 1965) là thư ký người Mỹ làm việc cho Cơ quan Tình báo Trung ương (CIA). Cô bị giết trong một vụ đánh bom xe vào Đại sứ quán Hoa Kỳ tại Sài Gòn. Robbins là nữ nhân viên đầu tiên bị giết trong lịch sử CIA, người phụ nữ Mỹ đầu tiên chết trong chiến tranh Việt Nam và tính đến năm 2012, là nhân viên CIA trẻ nhất thiệt mạng khi thi hành công vụ.
Robbins chào đời tại bang Nam Dakota và chủ yếu lớn lên ở bang Colorado, về sau cô theo học nghề thư ký tại Đại học Tiểu bang Colorado niên khóa 1961–1963. Cô quyết định gia nhập CIA ngay sau khi tốt nghiệp ra trường, do sự thúc đẩy từ mong muốn tham gia vào các nỗ lực chống lại chủ nghĩa cộng sản. Robbins vốn xưa nay chưa từng đi du lịch bên ngoài nước Mỹ đã tình nguyện bay đến Sài Gòn đảm nhận trọng trách này. Khi cha của Robbins tên Buford, từng là cựu chiến binh Hải quân, gặng hỏi cô về quyết định này thì cô bèn nói với ông rằng: "Khi họ [quân Cộng sản] đặt chân đến Tây Colfax [một khu phố ở Denver], thưa cha, cha sẽ ước mình làm được chút gì đó."
Ngày 30 tháng 3 năm 1965, một quả bom xe bất chợt phát nổ bên ngoài đại sứ quán. Trước khi vụ nổ xảy ra, đã có một cuộc đối đầu giữa tay tài xế và viên cảnh sát, Robbins bèn tiến lại gần cửa sổ khu văn phòng tầng hai để xem chuyện gì đang xảy ra và thế là bị giết chết ngay lập tức. Một thủ kho người Philippines phục vụ trong Hải quân Mỹ đã thiệt mạng cùng với 19 người Việt Nam.
CIA đã vinh danh Robbins bằng một ngôi sao trên Bức tường Tưởng niệm trong tòa nhà trụ sở chính ở Langley, Virginia. Bức tường dùng để tưởng nhớ những nhân viên thiệt mạng khi đang làm việc cho cơ quan này. Tuy vậy, suốt nhiều năm liền, CIA đã bỏ qua tên của Robbins trong phần trưng bày thuộc quyển Sách Danh dự có liệt kê tên tuổi của những nhân viên bị giết, với lý do lo ngại về an ninh vì Robbins đang làm việc dưới vỏ bọc của một nhân viên Bộ Ngoại giao. Tháng 5 năm 2011, Giám đốc CIA Leon Panetta thông báo rằng tên của Robbins sẽ được ghi trong Sách Danh dự. Robbins còn được Bộ trưởng Ngoại giao Việt Nam Cộng hòa Trần Văn Đỗ truy tặng Huân chương Bắc đẩu Bội tinh hạng Nhất.